# Диас, Фабрисио
Фабри́сио Ди́ас Бадара́ссо (исп. Fabricio Díaz Badaracco; род. 3 февраля 2003, Ла-Пас, Канелонес) — уругвайский футболист, полузащитник клуба «Аль-Гарафа».

## Клубная карьера
Диас — воспитанник столичного клуба «Ливерпуль». 19 февраля 2020 года в матче против «Пласа Колония» он дебютировал в уругвайской Примере. 22 июня 2021 года в поединке против столичного «Феникса» Фабрио забил свой первый гол за «Ливерпуль».

## Международная карьера
В 2023 году в составе молодёжной сборной Уругвая Диас принял участие в молодёжном чемпионате Южной Америки в Колумбии. На турнире он сыграл в матчах против сборных Колумбии, Чили, Боливии, Парагвая, Бразилии, Эквадора, а также дважды Венесуэлы. В поединках против чилийцев, боливийцев, венесуэльцев и эквадорцев Фабрисио забил 5 мячей.
В том же году Диас стал победителем молодёжного чемпионата мира в Аргентине. На турнире он сыграл в матчах против команд Ирака, Англии, Туниса, Гамбии, США, Израиля и Италии.

## Достижения
Международные
 Уругвай (до 20)
- Победитель молодёжного чемпионата мира — 2023